# Brione sopra Minusio
Pour les articles homonymes, voir Brione.
Brione sopra Minusio est une commune suisse du canton du Tessin.

Vue aérienne (1953).